# Jack Walton
Jack James Walton (Bury, 23 aprile 1998) è un calciatore inglese, portiere del Preston N.E..

## Carriera
Cresciuto nei settori giovanili di Bury, Bolton e Barnsley, il 25 gennaio 2016 è stato ceduto in prestito per un mese in National League North (sesta divisione inglese) allo Stalybridge Celtic, con cui ha giocato una partita. Il 22 settembre 2017 torna in prestito per un altro mese al medesimo club, nel frattempo neoretrocesso in Northern Premier League (settima divisione). Nel gennaio del 2018 viene nuovamente ceduto in prestito (questa volta fino a fine stagione) al medesimo club, da cui viene richiamato dopo complessive 19 presenze (18 delle quali in incontri di campionato) nel marzo del 2018 per via di un problema di infortuni nella prima squadra del Barsnley, impegnata in seconda divisione, grazie alla quale Walton riesce prima a sedersi in panchina (per la prima volta con i Tykes in una partita ufficiale) in campionato contro i londinesi del Millwall e poi ad esordire, il 24 aprile 2018, nella partita persa per 3-0 contro il Nottingham Forest. Nel corso della stagione, che il club conclude retrocedendo in terza divisione, il portiere gioca poi altre 2 partite in campionato. Nella stagione 2018-2019 gioca invece 3 partite in Football League One, una partita in Coppa di Lega e 2 partite in Football League Trophy, contribuendo così all'immediato ritorno in seconda divisione, categoria nella quale gioca poi 9 partite durante la stagione 2019-2020. Nella stagione 2020-2021 gioca con continuità ancora maggiore, disputando 24 partite di campionato ed una partita in Coppa di Lega, mentre nella stagione 2021-2022, conclusasi con una nuova retrocessione, gioca ulteriori 7 partite in seconda divisione. Il 30 gennaio 2023, dopo un'ulteriore presenza in terza divisione con il Barsnley, lascia il club (dopo complessive 62 presenze tra tutte le competizioni ufficiali) passando al Luton Town in seconda divisione, in uno scambio che ha coinvolto anche il pari ruolo Harry Isted. Con gli Hatters conquista una promozione in prima divisione a seguito della vittoria dei play-off, senza tuttavia mai scendere in campo in partite ufficiali nel corso della stagione.
Il 10 luglio 2023 passa in prestito al Dundee Utd, club della seconda divisione scozzese: qui, da titolare fisso (44 presenze 36 delle quali in campionato) contribuisce alla vittoria del campionato e quindi alla conquista di una promozione in prima divisione, categoria in cui viene riconfermato in prestito per la stagione 2024-2025, nella quale gioca tutte e 36 le partite di campionato in programma.
Il 22 luglio 2025 è stato acquistato a titolo definitivo dal Preston N.E., club della seconda divisione inglese.

## Statistiche

### Presenze e reti nei club
Statistiche aggiornate al 6 agosto 2025.
| Stagione                  | Squadra                   | Campionato                | Campionato | Campionato | Coppe nazionali | Coppe nazionali | Coppe nazionali | Coppe continentali | Coppe continentali | Coppe continentali | Altre coppe | Altre coppe | Altre coppe | Totale | Totale | Totale |
| Stagione                  | Squadra                   | Comp                      | Pres       | Reti       | Comp            | Pres            | Reti            | Comp               | Pres               | Reti               | Comp        | Pres        | Reti        | Pres   | Reti   |        |
| ------------------------- | ------------------------- | ------------------------- | ---------- | ---------- | --------------- | --------------- | --------------- | ------------------ | ------------------ | ------------------ | ----------- | ----------- | ----------- | ------ | ------ | ------ |
| gen.-feb. 2016            | Stalybridge Celtic        | NLN                       | 1          | 0          | FACup           | 0               | 0               | -                  | -                  | -                  | -           | -           | -           | 1      | 0      |        |
| set. 2017-mar. 2018       | Stalybridge Celtic        | NPL                       | 18         | -24        | FACup           | 0               | 0               | -                  | -                  | -                  | CC          | 1           | 0           | 19     | -24    |        |
| Totale Stalybridge Celtic | Totale Stalybridge Celtic | Totale Stalybridge Celtic | 19         | -24        |                 | 0               | -0              |                    | -                  | -                  |             | 1           | -0          | 20     | -24    |        |
| mar.-giu. 2018            | Barnsley                  | FLC                       | 3          | -7         | FACup+CdL       | 0               | 0               | -                  | -                  | -                  | -           | -           | -           | 3      | -7     |        |
| 2018-2019                 | Barnsley                  | FL1                       | 3          | -3         | FACup+CdL       | 0+1             | 0, -3           | -                  | -                  | -                  | FLT         | 2           | -2          | 6      | -8     |        |
| 2019-2020                 | Barnsley                  | FLC                       | 9          | -7         | FACup+CdL       | 0               | 0               | -                  | -                  | -                  | -           | -           | -           | 9      | -7     |        |
| 2020-2021                 | Barnsley                  | FLC                       | 24         | -30        | FACup+CdL       | 0+1             | 0               | -                  | -                  | -                  | -           | -           | -           | 25     | -30    |        |
| 2021-2022                 | Barnsley                  | FLC                       | 7          | -18        | FACup+CdL       | 2+1             | -5, 0           | -                  | -                  | -                  | -           | -           | -           | 10     | -23    |        |
| 2022-gen. 2023            | Barnsley                  | FL1                       | 1          | -1         | FACup+CdL       | 3+3             | -4, -7          | -                  | -                  | -                  | FLT         | 2           | -3          | 9      | -15    |        |
| Totale Barnsley           | Totale Barnsley           | Totale Barnsley           | 47         | -66        |                 | 11              | -19             |                    | -                  | -                  |             | 4           | -5          | 62     | -90    |        |
| gen.-giu. 2023            | Luton Town                | FLC                       | 0          | 0          | FACup+CdL       | 0               | 0               | -                  | -                  | -                  | -           | -           | -           | 0      | 0      |        |
| 2023-2024                 | Dundee Utd                | SC                        | 36         | -23        | CS+CdL          | 1+4             | -2, -3          | -                  | -                  | -                  | CC          | 3           | -4          | 44     | -32    |        |
| 2024-2025                 | Dundee Utd                | SP                        | 36         | -50        | CS+CdL          | 1+4             | -1, -5          | -                  | -                  | -                  | -           | -           | -           | 41     | -56    |        |
| Totale Dundee Utd         | Totale Dundee Utd         | Totale Dundee Utd         | 72         | -73        |                 | 10              | -11             |                    | -                  | -                  |             | 3           | -4          | 85     | -88    |        |
| 2025-2026                 | Preston N.E.              | FLC                       | 0          | 0          | FACup+CdL       | 0               | 0               | -                  | -                  | -                  | -           | -           | -           | 0      | 0      |        |
| Totale carriera           | Totale carriera           | Totale carriera           | 138        | -163       |                 | 21              | -30             |                    | -                  | -                  |             | 8           | -9          | 167    | -202   |        |

## Palmarès

### Club

#### Competizioni nazionali
- Scottish Championship: 1

Dundee United: 2023-2024